# Заслужений діяч науки Республіки Білорусь
«Заслужений діяч науки Республіки Білорусь» — почесне звання.

## Порядок присвоєння
Присвоєння почесних звань Республіки Білорусь здійснює Президент Республіки Білорусь. Рішення щодо присвоєння
державних нагород оформляються указами Президента Республіки Білорусь. Державні нагороди, в тому числі
почесні звання, вручає Президент Республіки Білорусь або інші службовці за його вказівкою. Присвоєння почесних
звань РБ відбувається в урочистій атмосфері. Державна нагорода РБ вручається нагородженому особисто. У випадку
присвоєння почесного звання РБ з вручення державної нагороди видається посвідчення.
Особам, удостоєнних почесних звань РБ, вручають нагрудний знак.
Почесне звання «Заслужений діяч науки Республіки Білорусь» присвоюється видатним
науковцям, які мають науковий ступінь доктора наук, за заслуги у розробці пріоритетних напрямів науки та техніки, створенні наукових шкіл, вихованні та підготовці наукових кадрів.